# Шевролет корвета (Ц7)
Шевролет корвета (Ц7) (енгл. Chevrolet Corvette (C7); фр. Chevrolet Corvette (C7)) је спортски аутомобил који производи део Шевролета под компанијом Џенерал моторс. Седма генерација Шевролет корвете јавности је приказана 2014. као прва корвета са називом корвета стингреј (Corvette Stingray) од 1976, то јест треће генерације корвете. Прва корвета седме генерације је произведена 2013.

## О аутомобилу
Овај аутомобил је планиран за пласирање на тржиште моделске 2011. године, али је то одложено. Идеја о стављању мотора у средину или крај самог аутомобила је само разматрана, док идеја о мотору на предњем делу аутомобила и погону на задње точкове је изабрана како би трошкови били мањи. Седма генерација посједује најновији тип малоблокирајућег мотора LT1 6,2l V8, који има јачину од 339 kW (455 КС) и момент силе мотора од 630 Nm и који може за 4,2 секунде да убрза до 100 км/ч. Амортизација удара седме генерације се састоји од независних, дужински неједнаких двоструких амортизера са попречним једнолисним опругама од фибергласа и опционалним магнеторхеолошким амортизерима сличним као и у претходној генерацији корвете.
Корвета седме генерације је освојила титулу Северноамеричког аутомобила за 2014. годину, која се додељује на салону аутомобила у Детроиту.
Корвета Ц7 је дизајнирана не само да пружи храбру изјаву о стајлингу, него и промену ентеријера која ће пробати да одговори на питања квалитета ентеријера и финих детаља. Иако Ц7 покушава да обезбеди еволуциони редизајн, дизајнери аутомобила су узели своју инспирацију из пете генерације шевролет камароовог заднјег дела, који је укључивао и агресивне угаоне елементе, који је разочарао многе корветине ентузиазисте. Ово је радикална разлика од претходниг генерација корвета, чији дизајн није имао спојлер, полуфункционални систем за хлађење предњих кочница. Поред тога претходни модели корвете су смањили величину предњих фарова или су их потпуно "сакрили".

## Модел 2014 године

### Производња
Производња и испорука купцима модела 2014 корвете започела је у септембру 2013 године. Испорука модела 2014 корвета стингреј купеа ауто дилерима почела је 18.09.2013, а производња стингреј кабриолета почела је крајем 2013 године.
Месец дана од прве испоруке корвете стингреј, 485 возила је испоручено, са 38% возила које укључују седмостепени мануелни мењач, а 75% од свих поруџбина укључују з51 пакет перформанси.

#### Опрема
Нове функције корвете нове генерације укључују хаубу од угљених влакана и могућност скидања крова. Блатобрани, врата и позадински четвртасти панели остају од фибергласа, Модел Ц7 користи Аерогел, материјал који је развила НАСА, да спречи топлоту издувне гране од преноса у кабину. Шасија је направљена од хидро-формираног алуминијума. Задња светла користе индиректну ЛЕД технологију.
Упркос већој употреби алуминијума и других лаких материјала, укупна тежина аутомобила остаје иста као код претходне генерације (Ц6). Корвета нуди возачу пет начина вожње: Временски, Економични, Путнички, Спортски и Тркачки. Постоје две опције за седишта, спортско седиште за свакодневну употребу и спортско седиште за такмичарске вожње са тркачким појасем.

#### Модели и специјална издања
Унутрашњи пакет 3лт укључује аудио систем "босе", са 10 звучника, сиријус ХМ радио са једногодишњом претплатом и ХД радио пријемником, дисплеј у боји, снимање и приказивање перформанси, навигација, грејање и хлађење седишта од Напа коже и инструмент табла обложена кожом.
З51 пакет перформанси укључује суво подмазивање, систем хлађења мењача, већи 19" предње и 20" задњи алуминијумске фелне и двослојне гуме. Електронски систем диференцијалног хлађења, јединствено подешавање шасије.
Корвета стингреј купе је први пут представљена 2013 године са 3лт унутрашњим пакетом ($8005), З51 перформанс пакет ($2800), са тркачким спортским седиштима ($2495), кровним панелом од угљених влакана ($1995), двоструким издувним системом ($1195) и са црно обојеним фелнама ($495).

#### 2014 Корвета Стингреј кабриолет
Ово је верзија 2014 Корвета Стингреј са аутоматским кровом. Кров је могао бити отворен при брзинама до 50 km/h. Корвета стингреј кабриолет је откривена 2013 године на Женевском сајму аутомобила.

#### 2014 Корвета Стингреј купе премијарно издање
Ово је ограничена (500 аутомобила) верзија корвете стингреј купе 3лт са лагуна плавом бојом, са унутрашњим ентеријером од карбонских влакана, кров од угљених влакана, додатно унапређени издувни систем, З51 перформанс пакет, "Стингреј" лого на фелнама, јединствени идентификациони број возила који је почињао са 300001.

## Модел 2015 године

### Производња
У 2015 години, 8л90 осмо-степени аутоматски мењач је био доступан као опција свим корветиним моделима и правио се у Толеду, Охајо, фабрици мењача.
Нова представљена корвета З06 и Ц7.Р, алуминијумски оквир почео је са производњом у Боулинг Грин, Кентаки, скалапјућој фабрици.

#### Опрема
Велике измене са МУ 2015, осим представљања З06, су били ограничени на представљање осам 8л90 аутоматског транскале мењача, као и двоструког издувног система који је постао стандард на З51 аутомобилима.

#### Модели и специјална издања
У 2015 години, 1ЛТ пакет је био доступан за Корвету Стингреј Купе и Кабриолет под цени $54000 за Купе и $59000 за Кабриолет.-

#### 2015 Корвета З06 Кабриолет
Корвета З06 кабриолет укључује кров који је могао да се спушта при брзини вожње до 50 km/h и померању позиција појаса на седишту. Ауто је представљен 2014 године на сајму аутомобила у Њујорку заједно са Корветом З06 Купе.

#### 2015 Корвета Стингреј Атлантски дизајнерски пакет
Овај пакет је инспирисан луксузом и перформансама приватних авиона у европским одмаралиштима. Базиран на З51 Корвети Стингреј Кабриолет, измене укључују З06 предњи браник, хромиране фелне са "Стингреј ознаком", оквиром за регистрационе табле и са пртљажником који може да се модификује .

#### 2015 Корвета Стингреј Пацифички дизајнерски пакет
Овај пакет је инспирисан возачима западне обале који присуствују недељним тркама. Базиран за З51 Корвета Стингреј Купе са 2ЛТ и 3ЛТ, промене укључују избор од 5 боја (ватрено црвена, црна, арктичко бела, сребрна оштрица и сива ајкула), тркачка линија, црне З51 фелне са црвеном линијом и "Стингреј" ознаком. Отворени кров од угљених влакана, задњи спојлер, ретровизори од угљених влакана, црвени дискови кочница, тркачка спортска седишта у црној или црвеној боји и оквиром за гетистрационе табле.

#### Корвета Ц7.Р
Тркачка верзија 2015 Корвета З06, названа је корвета Ц7.Р и представљен је 2014 године на Северно Америчком Интернационалном сајму аутомобила. Модификације укључују повећано хлађење и већу аеродинамичност, укључујући предње бранике, предње и задње кочнице, 5.5 литарски ЛС7.Р В8 мотором развијеним специјално за Ц7.Р који производи 491 коњску снагу (366КВ),
вешање које је модификовано да би могле да се ставе веће и шире кочнице и тркачке гуме.

### Производња за 2016 годину
|               | Стингреј купе | Стингреј кабриолет | З06 купе | З06 кабриолет | Укупно |
| ------------- | ------------- | ------------------ | -------- | ------------- | ------ |
| Укупно модела | 21,387        | 5,027              | 11,543   | 2,732         | 40,689 |
| % од укупног  | 52.6%         | 12.4%              | 28.4%    | 6,7%          | 100%   |